# Kob(I)irinska kiselina a,c-diamid adenoziltransferaza
Kob(I)irinska kiselina a,c-diamid adenoziltransferaza (EC 2.5.1.17, CobA, CobO, ATP:korinoidna adenoziltransferaza, kob(I)alaminska adenoziltransferaza, akvakob(I)alaminska adenoziltransferaza, akvokob(I)alamin vitamin B12s adenoziltransferaza, ATP:kob(I)alamin Cobeta-adenoziltransferaza) je enzim sa sistematskim imenom ATP:kob(I)irinska kiselina-a,c-diamid Cobeta-adenoziltransferaza. Ovaj enzim katalizuje sledeću hemijsku reakciju
(1) ATP + kob(I)irinska kiselina a,c-diamid {\displaystyle \rightleftharpoons } trifosfat + adenozilkob(III)irinska kiselina a,c-diamid
(2) ATP + kobinamid {\displaystyle \rightleftharpoons } trifosfat + adenozilkobinamid
Korinoidna adenozilacija se odvija u tri stupnja: (i) redukcija Co(III) do Co(II) putem transvera jednog elektrona. To može da bude posredovano enzimom EC 1.16.1.3, akvakabalaminska reduktaza ili neenzimatski u prisustvu dihidroflavinskih nukleotida. (ii) Co(II) se redukuje do Co(I) u drugom transferu jednog elektrona posredstvom enzima EC 1.16.1.4, kob(II)alamin reduktaze i (iii) Co(I) izvodi nukleofilni napad na adenozilnu grupu ATP-a ostavljajući atom kobalta u Co(III) stanju (EC 2.5.1.17).

## Literatura
- Nicholas C. Price; Lewis Stevens (1999). Fundamentals of Enzymology: The Cell and Molecular Biology of Catalytic Proteins (Third изд.). USA: Oxford University Press. ISBN 019850229X.
- Eric J. Toone (2006). Advances in Enzymology and Related Areas of Molecular Biology, Protein Evolution (Volume 75 изд.). Wiley-Interscience. ISBN 0471205036.
- Branden C; Tooze J. Introduction to Protein Structure. New York, NY: Garland Publishing. ISBN 0-8153-2305-0.
- Irwin H. Segel. Enzyme Kinetics: Behavior and Analysis of Rapid Equilibrium and Steady-State Enzyme Systems (Book 44 изд.). Wiley Classics Library. ISBN 0471303097.

## Spoljašnje veze
- Cob(I)yrinic+acid+a,c-diamide+adenosyltransferase на 